# 146 Lucina
146 Lucina este un asteroid din centura principală, descoperit pe 8 iunie 1875, de Alphonse Borrelly.